# Bladformer
Bladformer anger hur man beskriver den yttre formen på växters blad. Man skiljer i första hand på enkla blad och sammansatta blad. Enkla blad har en enda hel eller flikig bladskiva. Sammansatta blad är uppdelade i flera bladskivor (småblad) där man tydligt kan se skaft mellan småbladen.

## Figur 1 visar olika typer av enkla blad.
a. syllik, nållik (ex strandnarv)
b. jämnbred (ex trubbnate)
c. jämnbred
d. lansettlik (ex korgvide)
e. akuminat
f. elliptisk (ex odon)
g. smal oval
h. omvänt äggrund (bredare mot spetsen)
i. skedlik, äggrund (bredare mot skaftet) med smal bladbas
j. äggrund (bredare mot skaftet) med rundad bladbas
k. rund, sköldlik (skaftet fäster mitt på skivan) (ex spikblad)
l. njurlik (ex hasselört)
m. omvänt hjärtlik
n. hjärtlik (ex lind)
o.           (ex glasbjörk)
p. parflikig (ex oxel)
r. spjutlik (med tvärt utstående basala flikar) (ex bergssyra)
s. pillik (med nedåtriktade basala flikar) (ex ängssyra)
t. trekantig

## Figur 2 visar olika typer av sammansatta blad.
a. trefingrat (ex vitklöver)
b. fingrat (ex lupin)
c. mycket ovanlig form (ex klockjulros)
d. parbladigt utan uddblad (ex gökärt)
. parbladigt med uddblad (ex ask, rönn) (ej avbildat)
e. parbladigt med uddbladet omvandlat till klänge (ex häckvicker)
f. upprepat parbladigt med uddblad (ex spenört)

## Figur 4 visar övergången från handflikig till parflikig.
a. handflikigt (ex lönn)
b. parflikigt (ex ek)
c. djupt handflikigt (ex naverlönn)

## Figur 3 visar bladnervatur
a. fjädernervig (ex hägg)
b. nätnervig (ex plommon)
c. parallellnervig (ex tulpan)
d. handnervig (ex lönn)
e. solfjädersnervig (ex ginkgo)